# Никульское (озеро)
Никульское (каз. Никульское) — озеро в Кызылжарском районе Северо-Казахстанской области Казахстана. Находится в 3,6 км к северо-западу от села Красноярское. В озеро впадает ручей Никулиха.
Площадь поверхности озера составляет 4,33 км², оно расположено на высоте 93,5 м над уровнем моря. Озеро входит в перечень рыбохозяйственных водоёмов местного значения.